# Kant (cráter)

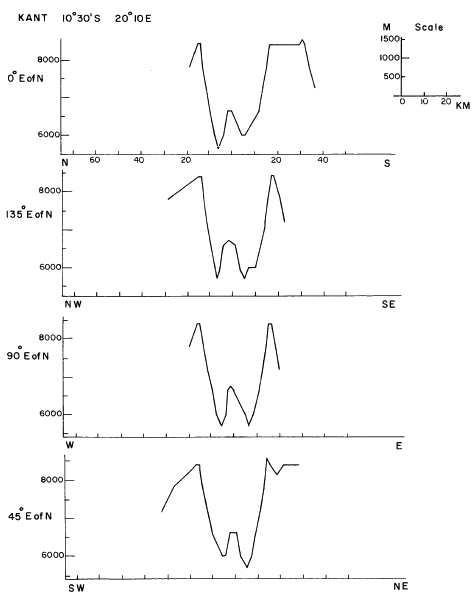
Perfiles transversales del cráter Kant

Kant es un pequeño cráter de impacto lunar que se encuentra al noroeste del prominente cráter Cyrillus y de Ibn Rushd de tamaño comparable. Al noroeste se halla Zöllner, y al este aparece el Mons Penck. Este último elemento forma un promontorio montañoso que alcanza una altura de aproximadamente 4 km.
|  |  |

Este cráter tiene un borde bien definido y algo desigual que es aproximadamente de forma circular. Las paredes interiores tienen un albedo más alto que la superficie circundante, dándoles un aspecto más ligero. Partes de la pared interior han caído sobre el suelo interior, produciendo una superficie irregular. En el punto medio del interior se encuentra una pequeña elevación central, con un cráter en la cumbre, dando la apariencia de un volcán terrestre, aunque el pico probablemente no sea volcánico.

## Cráteres satélite
Por convención estos elementos son identificados en los mapas lunares poniendo la letra en el lado del punto medio del cráter que está más cercano a Kant.
|      | \| Kant \| Coordenadas \| Diámetro \| \| ---- \| ----------------------------- \| -------- \| \| B \| 9°42′S 18°36′E / -9.7, 18.6 \| 16 km \| \| C \| 9°18′S 22°06′E / -9.3, 22.1 \| 20 km \| \| D \| 11°30′S 18°42′E / -11.5, 18.7 \| 52 km \| \| G \| 9°12′S 19°30′E / -9.2, 19.5 \| 32 km \| \| H \| 9°06′S 20°48′E / -9.1, 20.8 \| 7 km \| \| N \| 9°54′S 19°42′E / -9.9, 19.7 \| 10 km \| \| O \| 12°00′S 17°12′E / -12.0, 17.2 \| 7 km \| \| P \| 10°48′S 17°24′E / -10.8, 17.4 \| 5 km \| \| Q \| 13°06′S 18°48′E / -13.1, 18.8 \| 5 km \| \| S \| 11°30′S 19°42′E / -11.5, 19.7 \| 5 km \| \| T \| 11°18′S 20°12′E / -11.3, 20.2 \| 5 km \| \| Z \| 10°24′S 17°30′E / -10.4, 17.5 \| 3 km \| |          |
| Kant | Coordenadas | Diámetro |
| B    | 9°42′S 18°36′E / -9.7, 18.6 | 16 km    |
| C    | 9°18′S 22°06′E / -9.3, 22.1 | 20 km    |
| D    | 11°30′S 18°42′E / -11.5, 18.7 | 52 km    |
| G    | 9°12′S 19°30′E / -9.2, 19.5 | 32 km    |
| H    | 9°06′S 20°48′E / -9.1, 20.8 | 7 km     |
| N    | 9°54′S 19°42′E / -9.9, 19.7 | 10 km    |
| O    | 12°00′S 17°12′E / -12.0, 17.2 | 7 km     |
| P    | 10°48′S 17°24′E / -10.8, 17.4 | 5 km     |
| Q    | 13°06′S 18°48′E / -13.1, 18.8 | 5 km     |
| S    | 11°30′S 19°42′E / -11.5, 19.7 | 5 km     |
| T    | 11°18′S 20°12′E / -11.3, 20.2 | 5 km     |
| Z    | 10°24′S 17°30′E / -10.4, 17.5 | 3 km     |